# Freie-Partie-Europameisterschaft der Junioren 1991/92

Logo CEB (ausrichtender Verband)

Die Freie-Partie-Europameisterschaft der Junioren 1991 war das 16. Turnier in dieser Disziplin des Karambolagebillards und fand vom 6. bis zum 8. Dezember 1991 in Krefeld statt. Die Meisterschaft zählte zur Saison 1991/92.

## Geschichte
Ungeschlagen gewann Martin Horn seinen ersten internationalen Titel, wobei er im Halbfinale gegen Thomas Nockemann erst in der zweiten Verlängerung glücklich gewann, vor Mario van Gompel und Arnim Kahofer.

## Modus
Gespielt wurde eine Vorrunde im Round-Robin-Modus, danach eine Knock-out-Runde  bis 300 Punkte oder 20 Aufnahmen.
Platzierung in den Tabellen bei Punktgleichheit:
1. MP = Matchpunkte
2. GD = Generaldurchschnitt
3. HS = Höchstserie

## Vorrunde
| Abschlusstabelle Gruppe A | Abschlusstabelle Gruppe A | Abschlusstabelle Gruppe A | Abschlusstabelle Gruppe A | Abschlusstabelle Gruppe A | Abschlusstabelle Gruppe A | Abschlusstabelle Gruppe A | Abschlusstabelle Gruppe A | Abschlusstabelle Gruppe A |
| Platz                     | Name                      | MP                        | Pkte                      | Aufn.                     | GD                        | BED                       | HS                        |                           |
| ------------------------- | ------------------------- | ------------------------- | ------------------------- | ------------------------- | ------------------------- | ------------------------- | ------------------------- | ------------------------- |
| 1                         | Martin Horn               | 6:0                       | 900                       | 14                        | 64,28                     | 300,00                    | 300                       |                           |
| 2                         | William Matthijs          | 4:2                       | 600                       | 13                        | 46,15                     | 100,00                    | 284                       |                           |
| 3                         | Pierre-Alain Rech         | 2:4                       | 435                       | 31                        | 14,03                     | 15,78                     | 114                       |                           |
| 4                         | Michael Mikkelsen         | 0:6                       | 332                       | 32                        | 10,37                     | -                         | 72                        |                           |

| Abschlusstabelle Gruppe B | Abschlusstabelle Gruppe B | Abschlusstabelle Gruppe B | Abschlusstabelle Gruppe B | Abschlusstabelle Gruppe B | Abschlusstabelle Gruppe B | Abschlusstabelle Gruppe B | Abschlusstabelle Gruppe B | Abschlusstabelle Gruppe B |
| Platz                     | Name                      | MP                        | Pkte                      | Aufn.                     | GD                        | BED                       | HS                        |                           |
| ------------------------- | ------------------------- | ------------------------- | ------------------------- | ------------------------- | ------------------------- | ------------------------- | ------------------------- | ------------------------- |
| 1                         | Raymond Knoors            | 6:0                       | 900                       | 12                        | 75,00                     | 100,00                    | 294                       |                           |
| 2                         | Thomas Nockemann          | 4:2                       | 751                       | 18                        | 41,72                     | 75,00                     | 296                       |                           |
| 3                         | Xavier Gretillat          | 2:4                       | 497                       | 21                        | 23,66                     | 42,85                     | 119                       |                           |
| 4                         | Tommy Nielsen             | 0:6                       | 30                        | 17                        | 1,76                      | -                         | 7                         |                           |

| Abschlusstabelle Gruppe C | Abschlusstabelle Gruppe C | Abschlusstabelle Gruppe C | Abschlusstabelle Gruppe C | Abschlusstabelle Gruppe C | Abschlusstabelle Gruppe C | Abschlusstabelle Gruppe C | Abschlusstabelle Gruppe C | Abschlusstabelle Gruppe C |
| Platz                     | Name                      | MP                        | Pkte                      | Aufn.                     | GD                        | BED                       | HS                        |                           |
| ------------------------- | ------------------------- | ------------------------- | ------------------------- | ------------------------- | ------------------------- | ------------------------- | ------------------------- | ------------------------- |
| 1                         | René Tull                 | 6:0                       | 900                       | 8                         | 112,50                    | 300,00                    | 300                       |                           |
| 2                         | Mario van Gompel          | 4:2                       | 600                       | 11                        | 54,54                     | 150,00                    | 300                       |                           |
| 3                         | Michael Dimpre            | 2:4                       | 348                       | 17                        | 20,47                     | 42,85                     | 134                       |                           |
| 4                         | Peter Pestal              | 0:6                       | 144                       | 14                        | 10,28                     | -                         | 35                        |                           |

| Abschlusstabelle Gruppe D | Abschlusstabelle Gruppe D | Abschlusstabelle Gruppe D | Abschlusstabelle Gruppe D | Abschlusstabelle Gruppe D | Abschlusstabelle Gruppe D | Abschlusstabelle Gruppe D | Abschlusstabelle Gruppe D | Abschlusstabelle Gruppe D |
| Platz                     | Name                      | MP                        | Pkte                      | Aufn.                     | GD                        | BED                       | HS                        |                           |
| ------------------------- | ------------------------- | ------------------------- | ------------------------- | ------------------------- | ------------------------- | ------------------------- | ------------------------- | ------------------------- |
| 1                         | Arnim Kahofer             | 6:0                       | 900                       | 19                        | 47,36                     | 100,00                    | 293                       |                           |
| 2                         | Emanuel Mathon-Beruet     | 4:2                       | 667                       | 23                        | 29,00                     | 150,00                    | 168                       |                           |
| 3                         | Marek Faus                | 2:4                       | 492                       | 35                        | 14,05                     | 15,00                     | 145                       |                           |
| 4                         | Carlos Marques            | 0:6                       | 212                       | 29                        | 7,31                      | -                         | 42                        |                           |

## Finalrunde
|  | Viertelfinale 300/20  | Viertelfinale 300/20  |                             |                             | Halbfinale 300/20    | Halbfinale 300/20    |  |  | Finale 300/20 | Finale 300/20 |
|  |                       |                       |                             |                             |                      |                      |  |  |               |               |
|  |                       |                       |                             |                             |                      |                      |  |  |               |               |
|  | Martin Horn           | 2:0/300(1)/300,00/300 |                             |                             |                      |                      |  |  |               |               |
|  | Martin Horn           | 2:0/300(1)/300,00/300 |                             |                             |                      |                      |  |  |               |               |
|  | Emanuel Mathon-Beruet | 0:2/0(1)/0,00/0       |                             |                             |                      |                      |  |  |               |               |
|  | Emanuel Mathon-Beruet | 0:2/0(1)/0,00/0       | Martin Horn                 | 2:0/300(1)(30/1)/300,00/300 |                      |                      |  |  |               |               |
|  |                       |                       | Martin Horn                 | 2:0/300(1)(30/1)/300,00/300 |                      |                      |  |  |               |               |
|  |                       | Thomas Nockemann      | 0:2/300(1)(30/0)/300,00/300 |                             |                      |                      |  |  |               |               |
|  | René Tull             | Thomas Nockemann      | 0:2/300(1)(30/0)/300,00/300 | 0:2/12(2)/6,00/11           |                      |                      |  |  |               |               |
|  | René Tull             |                       |                             | 0:2/12(2)/6,00/11           |                      |                      |  |  |               |               |
|  | Thomas Nockemann      | 2:0/300(2)/150,00/300 |                             |                             |                      |                      |  |  |               |               |
|  |                       |                       | Martin Horn                 | 2:0/300(1)/300,00/300       |                      |                      |  |  |               |               |
|  |                       |                       |                             | Mario van Gompel            | 0:2/12(1)/12,00/12   |                      |  |  |               |               |
|  | Raymond Knoors        | 0:2/5(3)/1,66/5       |                             |                             |                      |                      |  |  |               |               |
|  | Mario van Gompel      | 2:0/300(3)/100,00/299 |                             |                             |                      |                      |  |  |               |               |
|  | Mario van Gompel      | 2:0/300(3)/100,00/299 | Mario van Gompel            | 2:0/300(6)(30)/50,00/197    |                      |                      |  |  |               |               |
|  |                       |                       | Mario van Gompel            | 2:0/300(6)(30)/50,00/197    | Spiel um Platz 3     |                      |  |  |               |               |
|  |                       | Arnim Kahofer         | 0:2/306(6)(20)/50,00/190    |                             |                      |                      |  |  |               |               |
|  | Arnim Kahofer         | Arnim Kahofer         | 0:2/306(6)(20)/50,00/190    | 2:0/300(3)/100,00/293       | Thomas Nockemann     | 0:2/239(6)/39,83/237 |  |  |               |               |
|  | Arnim Kahofer         |                       |                             | 2:0/300(3)/100,00/293       | Thomas Nockemann     | 0:2/239(6)/39,83/237 |  |  |               |               |
|  | William Matthijs      | 0:2/109(3)/36,33/109  |                             | Arnim Kahofer               | 2:0/300(6)/50,00/220 |                      |  |  |               |               |
|  | William Matthijs      | 0:2/109(3)/36,33/109  |                             |                             | 2:0/300(6)/50,00/220 |                      |  |  |               |               |
|  |                       |                       |                             |                             |                      |                      |  |  |               |               |

## Endergebnis
| MP    | Match Points (Sieger = 2; Unentschieden = 1; Verlierer = 0) |
| Pkte. | Erzielte Karambolagen                                       |
| Aufn. | Benötigte Versuche                                          |
| GD    | Generaldurchschnitt                                         |
| BED   | Bester Einzeldurchschnitt eines Spielers                    |
| HS    | Höchstserie                                                 |
|       | Bester GD des Turniers                                      |
|       | Bester ED des Turniers                                      |
|       | Beste HS des Turniers                                       |
|       | 1. Platz (Gold)                                             |
|       | 2. Platz (Silber)                                           |
|       | 3. Platz (Bronze)                                           |

| Platz                      | Name                  | MP   | Pkte | Aufn. | GD     | BED    | HS  |
| -------------------------- | --------------------- | ---- | ---- | ----- | ------ | ------ | --- |
| 1                          | Martin Horn           | 12:0 | 1800 | 17    | 105,88 | 300,00 | 300 |
| 2                          | Mario van Gompel      | 8:4  | 1212 | 21    | 57,71  | 150,00 | 300 |
| 3                          | Arnim Kahofer         | 10:2 | 1800 | 34    | 52,94  | 100,00 | 293 |
| 4                          | Thomas Nockemann      | 6:6  | 1590 | 27    | 58,88  | 300,00 | 300 |
| 5                          | René Tull             | 6:2  | 912  | 10    | 91,20  | 300,00 | 300 |
| 6                          | Raymond Knoors        | 6:2  | 905  | 15    | 60,33  | 100,00 | 294 |
| 7                          | William Matthijs      | 4:4  | 709  | 16    | 44,31  | 100,00 | 284 |
| 8                          | Emanuel Mathon-Beruet | 4:4  | 667  | 24    | 27,79  | 150,00 | 168 |
| 9                          | Xavier Gretillat      | 2:4  | 497  | 21    | 23,66  | 42,85  | 119 |
| 10                         | Michael Dimpre        | 2:4  | 348  | 17    | 20,47  | 42,85  | 134 |
| 11                         | Marek Faus            | 2:4  | 492  | 35    | 14,05  | 15,00  | 145 |
| 12                         | Pierre-Alain Rech     | 2:4  | 435  | 31    | 14,03  | 15,78  | 114 |
| 13                         | Michael Mikkelsen     | 0:6  | 332  | 32    | 10,37  | -      | 72  |
| 14                         | Peter Pestal          | 0:6  | 144  | 14    | 10,28  | -      | 35  |
| 15                         | Carlos Marques        | 0:6  | 212  | 29    | 7,31   | -      | 42  |
| 16                         | Tommy Nielsen         | 0:6  | 30   | 17    | 1,76   | -      | 7   |
| Turnierdurchschnitt: 33,56 |                       |      |      |       |        |        |     |